# The Merton Parkas
The Merton Parkas es un grupo mod revivalista inglés de finales de los 70 donde militaba Mick Talbot, el cual ya en los ochenta formaría el dúo The Style Council junto a Paul Weller.
Formados en 1978, grabaron varios discos sencillos al año siguiente, de los que sólo You Need Wheels tuvo cierta repercusión. Finalmente grabaron un álbum ese mismo año, Face in the Crowd en la discográfica independiente Beggars Banquet. En 1980 se disolvió la banda. Mick Talbot, que había colaborado a los teclados en el disco Setting Sons de The Jam, formó parte de Dexy's Midnight Runners y The Bureau antes de comenzar en The Style Council.

## Miembros
- Danny Talbot - Voz, guitarra, y principal compositor
- Mick Talbot - Teclado
- Neil Hurrell - Bajo
- Simon Smith - Batería

## Discografía

### Álbumes
1. 1979 - Rostro en la multitud

### Sencillos
1. 1979 - Usted necesita ruedas
2. 1979 - Plastic Smile
3. 1979 - Dámelo ahora
4. 1979 - Déjame en la imagen